# Euthanasia Coaster

Perfil de l'Eutanasia coaster

Euthanasia Coaster és un concepte artístic per a una muntanya russa d'acer dissenyada per matar els seus passatgers. El 2010 va ser dissenyada i feta a escala per Julijonas Urbonas, un candidat a doctorat en el Royal College of Art de Londres. Urbonas, que ha treballat en un parc d'atracions, va esmentar que l'objectiu de la seva muntanya russa és prendre vides "amb elegància i eufòria". Quant a les aplicacions pràctiques del seu disseny, Urbonas va esmentar "eutanàsia" o "execució". John Allen, que va ser president de la Philadelphia Toboggan Company, va inspirar a Urbonas amb la seva descripció de la muntanya russa ideal com una que "agafa a 24 persones i totes elles tornen mortes". Com un mitjà hipotètic per a l'eutanàsia, el disseny va causar la preocupació de l'associació antieutanàsia Care Not Killing.

## Disseny
El disseny inicia amb un ascens molt angulat de 510 metres fins al cim, la qual cosa prendria dos minuts a aconseguir-se per a un tren de 24 passatgers. D'aquí, un descens de 510 metres que portaria al tren a una velocitat de 360 km/h, propera a la seva velocitat límit, abans d'aplanar-se i prendre velocitat cap al primer de les seves set inversions lleugerament clotoides. Cada inversió tindria un diàmetre més petit que l'anterior per infligir una acceleració de 8 a 10 G als passatgers mentre que el tren perd velocitat. Després d'un gir agut cap a la dreta, el tren entraria a una recta, on prendria lloc la descàrrega i càrrega de passatgers.

## Fisiopatologia
L'Euthanasia Coaster mataria els seus passatgers mitjançant una hipòxia cerebral perllongada o, cosa que és el mateix, insuficient subministrament d'oxigen al cervell. Les set inversions del passeig infligirien 10 G als seus passatgers durant 60 segons, causant símptomes relacionats amb la força G, iniciant amb una visió cada vegada més grisa, passant per visió túnel, fins a un síncope causat per visió negra (pèrdua de l'estat de consciència induït per Forces G). Depenent de la tolerància d'un passatger individual a les forces G, la primera o segona inversió causarien anòxia cerebral, causant en els passatgers una mort cerebral. Les següents inversions servirien com una assegurança contra la supervivència no intencional de passatgers particularment robusts.

## Exhibició
El concepte d'Urbonas va atreure l'atenció dels mitjans quan va ser mostrat com a part de l'exposició HUMAN+ a la Science Gallery de Dublín, des d'abril fins a juny de 2011. L'exhibició, dissenyada com l'exhibició "insígnia" de 2011 de Science Gallery, amb l'objectiu de mostrar el futur dels humans i la tecnologia. Dins d'aquest tema, la Euthanasia Coaster ressalta els problemes que venen amb la prolongació de la vida. A Barcelona es va poder veure al CCCB.